# Ponte Capriasca
Ponte Capriasca (lmo. Punt Cavriasca) – miejscowość i gmina w południowej Szwajcarii, w kantonie Ticino, w okręgu (distretto) Lugano, w powiecie (circolo) Capriasca.

## Demografia
W Ponte Capriasca mieszka 1 900 osób. W 2021 roku 14,7% populacji gminy stanowiły osoby urodzone poza Szwajcarią. 